# Artaserse IV di Persia
Artaserse IV Arses (... – 335 a.C.) fu gran re dell'Impero achemenide dal 338 a.C. alla sua morte.

## Re di Persia
Figlio minore di Artaserse III, giunse al trono in seguito alle trame di Bagoas, potente ministro di Artaserse III, che, caduto in disgrazia presso il sovrano, lo eliminò assieme a tutti gli altri possibili pretendenti al trono, tranne appunto Artaserse IV, ritenuto più facilmente manovrabile.
In effetti, durante i poco più di due anni del suo regno, Artaserse IV non fu altro che un burattino nelle mani di Bagoas che infine lo avvelenò, avendo scoperto un analogo progetto del sovrano nei suoi confronti, per sostituirlo con il cugino Dario.

## Re d'Egitto
Eusebio di Cesarea chiama questo sovrano semplicemente Arses figlio di Oco (cioè Artaserse III). Non esistono prove che, pur portandone il titolo di re, Artaserse IV abbia mai visitato l'Egitto e non è stata rinvenuta alcuna iscrizione che ne riporti il nome in grafia egizia.
Il vuoto di potere creatosi a causa della guerra civile interna alla dinastia reale persiana dette spazio ad un ultimo tentativo di recupero dell'indipendenza in Egitto. Tra il 338 a.C. ed il 335 a.C. alcune fonti archeologiche citano un principe egizio, Khababash, che avrebbe assunto i titoli regali.